# Oclusiva epiglotal eyectiva
La Oclusiva epiglotal eyectiva o faríngea es un tipo raro de sonido consonántico , utilizado en algunos idiomas hablados . El símbolo en el Alfabeto Fonético Internacional que representa este sonido es una oclusiva epiglotal con un apóstrofo para indicar que es una consonate eyectiva ⟨ ʡʼ ⟩.

## Características
- Al ser oclusiva se produce por una detención del flujo de aire y su posterior liberación.
- Su lugar de articulación es epiglotal , lo que significa que se articula con los pliegues ariepiglóticos contra la epiglotis .
- Es una consonante central, por lo que se produce por la dirección de flujo de aire a través de un canal en el centro de la lengua, y así se dirige el aire hasta los bordes de los dientes, causando una turbulencia de alta frecuencia.
- Su tipo de fonación es sorda, lo que significa que se produce sin vibraciones de las cuerdas vocales.
- Es una consonante oral, lo que significa que se permite que el aire escape a través de la boca, no por la nariz.
- El mecanismo de la corriente de aire es eyectivo (egresivo glótico), lo que significa que el aire es expulsado al bombear la glotis hacia arriba.

## Ocurre en
Se ha informado de una eyección faríngea en darguin , un idioma del Caucaso septentrional.
| Idioma  | Palabra               | AFI                   | Significado           | Notas                                                                                               |
| ------- | --------------------- | --------------------- | --------------------- | --------------------------------------------------------------------------------------------------- |
| Darguin | [ ejemplo requerido ] | [ ejemplo requerido ] | [ ejemplo requerido ] | Solo está presente en algunos dialectos del Darguin pero ausente en el dialecto estándar literario. |